# کاتالینا ۸۳۳۶۰
سیارک ۸۳۳۶۰ (به انگلیسی: 83360 Catalina، نامگذاری:2001SH) هشتاد و سه هزار و سیصد و شصتمین سیارک کشف شده‌است که در ۱۶ سپتامبر ۲۰۰۱ کشف شد.